# Oružništvo (NDH)
Hrvatsko oružništvo je bilo službeni redarstveni organ Nezavisne Države Hrvatske tijekom njenog postojanja. Definirano je zakonom kao "vojnički ustrojena straža koja je dio oružane sile" 21. kolovoza 1941. Oružništvo je brinulo za održavanje javnog reda i mira te osobnu i imovinsku sigurnost građana, za što je odgovaralo političko-upravnim oblastima u kojima je djelovalo. Preuzimanjem žandarskih postrojba Kraljevine Jugslavije je potkraj 1941. godine Hrvatsko oružništvo imalo oko 3 i pol tisuće pripadnika, da bi kasnije postupno raslo do 18 tisuća ljudi.
Od 1943. godine značaj Hrvatskog oružništva umanjen je zbog osnivanja Njemačkog redarstva u Hrvatskoj - kao dijela njemačke žandarmerije (u njemačkim odorama, s njemačkim zapovjednicima, s osobljem koje je u znatnom dijelu bio sastavljen od Volksdeutschera i Nijemaca iz Njemačke) koji je djelovao na području NDH, te je krajem 1944. godine dosegao 32.000 pripadnika.

## Osnivanje
Ustaško vodstvo je odmah nakon 10. travnja 1941. počelo uključivati policijska i oružnička tijela Banovine Hrvatske u službu novog režima, nailazeći već u prvim akcijama oko osvajanja vlasti na pomoć jednog njihovog dijela. Poslije kapitulacije jugoslavenske vojske, žandarmerija Kraljevine Jugoslavije na teritoriju NDH uglavnom je ostala na svojim mjestima obavljajući policijsku službu. Već 13. travnja 1941. opunomoćenik Poglavnika za unutarnje poslove dr. Milovan Žanić donosi proglas o uspostavi Hrvatskog oružničkog zapovjedništva. Oružništvo je osnovano 30. travnja 1941. kao ruralna policija, a prvi zapovjednik bio je general-bojnik Milan Miesler. Oružnicima je povjerena dužnost "da čuvaju i očuvaju red i mir i da svakog čestitog i ispravnog građanina zaštite od nasilja ili napadaja na život i imetak". Zadaci oružništva su: "...održavati javni mir i red, javnu, osobnu i imovinsku sigurnost. Oružništvo mora sprečavati protuzakonitosti svake vrste". Oružništvo je nastavak oružništva u Banovini Hrvatskoj, jer su većinu sastava činili pripadnici Hrvatske žandarmerijske brigade Banovine Hrvatske (od 7. travnja 1941. de iure Oružništva Banovine Hrvatske). Potkraj 1941. u oružništvu je bilo 3.706 ljudi.

## Djelovanje
S naslijeđenim osobinama bivše žandarmerije, oružništvo je vrlo rutinirano i organizirano djelovalo od samog početka proglašenja NDH, u prvom redu protiv komunista, koji su izvodili sabotaže i akcije. Nakon izbijanja narodnog ustanka, oružništvo je upotrebljavano s ustaškim postrojbama za čišćenje mjesta i protiv partizana. Već u lipnju 1941. oružništvo je odigralo ključnu ulogu u naoružavanju i organizaciji dobrovoljačkih postroja u Bosni i Hercegovini za zaštitu naselja od partizana i četnika.
U siječnju 1942., oružništvo je primilo ljude unovačene 1941., koji su u međuvremenu prošli obuku te su raspoređeni kao pojačanja oružničkim postajama. Nakon kratke reorganizacije i uspostave novih pukovnija, u kasno proljeće 1942. oružništvo je imalo ukupno 11.600 časnika i oružnika. U ljeto 1942., nakon dolaska pod nadležnost isključivo MUP-a, zabranjuje se uporaba oružništva za vojne svrhe, pa se ono opet okreće tradicionalnim zadaćama. Oružništvo je imalo najviše 18.000 pripadnika.
Oružničke postaje, u prvo vrijeme brojno slabe (5-15 ljudi), načičkane po mnogim mjestima, željezničkim postajama, raskrižjima i sl. bile su prvi i vrlo pogodni ciljevi napada partizanskih odreda. Zbog toga je oružništvo imalo relativno teške gubitke. Primjerice, u prva 53 tjedna NDH (do 17. travnja 1942.), 283 oružnika su poginula, 245 su se vodili kao nestali, uz 192 ranjenih, što je sve skupa približno 10% oružništva.
Oružništvo je bilo uglavnom odgovorno za ophodnju ruralnih predjela, borbu s četničkom i partizanskom propagandom protiv NDH te uspostavljanje uvjerenja među mjesmim stanovništvom o postojanju reda i zakona u novoj državi.

## Zapovjedna struktura
Oružništvo je bilo podređeno Ministarstvu unutarnjih poslova osim u pitanjima ustrojstva, stege, nastave i uprave. Oružništvom u tom pogledu upravlja Ministarstvo hrvatskog domobranstva. MINDOM i MUP prilikom uporabe oružništva zajedno odlučuju u pitanjima državnog javnog reda, mira i sigurnosti. Zakonskom odredbom o Hrvatskom oružništvu od 26. lipnja 1942. oružništvo prestaje biti sastavnim dijelom Hrvatskog domobranstva i počinje djelovati u okviru Ustaške vojnice. Od 21. siječnja 1943. oružništvo spada u nadležnost Ministarstva oružanih snaga jer je i sama Ustaška vojnica postala dio tog ministarstva. U veljači 1944. nalazi se opet pod nadležnošću MUP-a. Dne 16. kolovoza 1944. oružništvo prestaje biti oružana postrojba Ustaške vojnice i postaje dio oružanih snaga NDH.

### Zapovjedništvo
Zapovjedništvo oružništva nalazilo se u Zagrebu. 1942. Glavno zapovjedništvo Oružništva se dijeli na Glavnog zapovjednika, Glavnog dozapovjednika, dva nadzornika, Glavara stožera i Glavno pobočništvo pri Glavnom zapovjedništvu. Glavni stožer ima četiri odjela: Opći, Postrojbeni, Sigurnosni i Gospodarstveni odjel, što se mijenja 1944., kada dobiva osam odjela: Stožerni, Opći, Pravosudni, Nastavno-odgojni, Gospodarstveni, Tehnički, Zdravstveni odjel i Nadzorništvo skladišta i radiona.

## Izobrazba
Zbog nedostatka obrazovanog kadra, osnovana je središnja redarstvena škola u Bjelovaru, koja je s radom započela 1. studenoga 1942. Namjera je bila obrazovanje novih dočasnika i voditelja ophodnja. Tečaj je trajao dvije godine. Krajem 1944. diplomirao je prvi naraštaj od 800 dočasnika i 400 voditelja ophodnje. Drugi tečaj, koji je počeo 1943., imao je 1.600 polaznika.

## Ustroj
Oružništvo je izvorno bilo ustrojeno u 4 oružničke pukovnije. One su nosile imena mjesta svojih središta, a dalje se dijele na oružnička krilna zapovjedništva, zapovjedništva oružničkih vodova, oružnička kotarska zapovjedništva i oružničke postaje. Svaka pukovnija imala je Odjel za javnu sigurnost, Pobočništvo, Gospodarski odjel i Pravosudni odjel.
1. Zagreb (od proljeća 1942. Sisak)
2. Knin (od 1943. Gospić)
3. Banja Luka (kasnije Nova Gradiška)
4. Sarajevo (od 15. travnja 1942. Tuzla, kasnije Slavonski Brod).[8]

Kasnije su dodane još tri pukovnije. 6. i 7. pukovnija su raspuštene oslobađanjem tih krajeva krajem 1944.
5. Sarajevo (nakon selidbe 4. pukovnije u Tuzlu)
6. Mostar (krajem 1941.)
7. Split (nakon kapitulacije Italije).
Posebna postrojba od 3 bojne, nazvana "Petrinjski zdrug" utemeljena je posebno za borbu protiv partizana, iako su sve postrojbe oružništva sudjelovale u tim borbama. 1944. postojala su 23 Župska oružnička zapovjedništva sa 78 oružnička odreda te 92 Kotarska oružnička podzapovjedništva, koji su vodili 906 oružničkih postaja (u odnosu na 987 godinu ranije).

## Naoružanje
Osim pušaka, posade u postajama su imale šest strojopušaka, dvije strojnice, dva laka, a neki i jedan ili dva teška minobacača.

## Odnos partizana prema pripadnicima Hrvatskog oružništva
Odnos jugoslavenskih partizana prema oružnicima varirao je s obzirom na vrijeme i lokaciju sukoba. Oružnici su zbog svoje uloge i sveprisutnosti na terenu bili među prvim žrtvama ustanka 1941. godine: već je 27. srpnja 1941. u zasjedi na Srbskom klancu poginulo 10 oružnika NDH. Pošto su se partizanske jedinice do kraja 1941. godine bolje organizirale, izoliranim se oružničkim postajama sve češće počela nuditi mogućnost predaje. S druge strane, prema kraju rata ovaj se odnos ponovno zaoštrio. Primjerice, bilježi se slučaj ubojstva 25 zarobljenih oružnika 5. listopada 1944. god. kod Virovitice. Izvještaji oružnika zarobljenih nakon kapitulacije Italije 1943. godine na području koje je do tada bila kontrolirala talijanska vojska govore o tome da su partizani oružnike odvajali od ustaša i nastojali ih pridobiti na svoju stranu; poslije je ipak većina tih oružnika pobijena zajedno s ustašama.

## Zapovjednici
- brigadni general Kvintilijan Tartaglia (travanj 1941.)[6]
- general-bojnik Milan Miesler (30. travnja 1941. - srpanj 1942.[9])[6]
- pukovnik Vilko Pečnikar (srpanj 1942.[9]-1945.)[6]